# Ichthyophis daribokensis
La cecilia rayada de Daribok (Ichthyophis daribokensis) es una especie de anfibio gimnofión de la familia Ichthyophiidae.
Es endémica de Megalaya (India). Habita en lugares de una altitud de unos 522 m s. n. m. en los Montes Garo, cordillera en la que habita el pueblo garo y que forma parte de la cadena montañosa Garo-Khasi, compuesta por esa cordillera y por la de los Montes Khasi.